# Al-Basalijja
Al-Basalijja (arab. البصلية) – wieś w Syrii, w muhafazie Aleppo, w dystrykcie Afrin. W 2004 roku liczyła 311 mieszkańców.